# Adaptações de Sherlock Holmes
Várias peças teatrais, paródias e contos foram adaptados a partir do personagem Sherlock Holmes. Inclusive artigos do próprio Conan Doyle foram publicados em antologias, como The Final Adventures of Sherlock Holmes (2005, edição de Peter Haining), Sherlock Holmes: the Published Apocrypha (1980, edição de Jack Tracy) e The Uncollected Sherlock Holmes (1993, compilação de Roger Lancelyn Green). Nicholas Meyer publicou, em 1974, nos E.U.A., "The Seven-Per-Cent Solution", lançado no Brasil, no ano seguinte, pela Artenova, com o título "Uma Solução Sete Por Cento").

## Filmografia

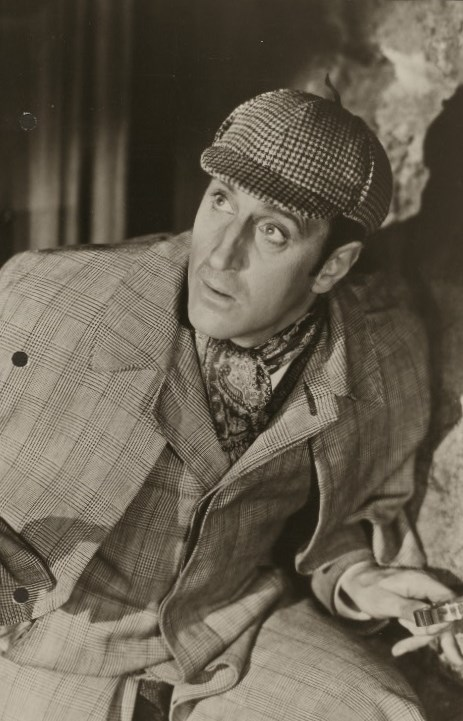
O ator britânico Basil Rathbone, considerado por muitos como o melhor intérprete de Sherlock Holmes

Sherlock Holmes é um dos personagens mais retratados no cinema e televisão, sendo que, hoje em dia, possui mais que 250 aparições na tela.
O primeiro deles, ainda sem som, apareceu em 1900 Sherlock Holmes Baffled (Sherlock Holmes perplexo em inglês). Atores que interpretaram o papel incluem Christopher Lee, Peter Cushing, John Cleese, Benedict Cumberbatch, Robert Downey Jr., Basil Rathbone, Jeremy Brett, Rupert Everett e Michael Caine.
Em 2010 foi lançada uma adaptação com Robert Downey Jr., e a BBC lançou três episódios do seriado Sherlock, tendo como pano de fundo a Londres dos dias de hoje e um Sherlock Holmes, com a mesma inteligência e dedicação, porém com mais recursos tecnológicos. Ao invés de ser viciado em cocaína, o Sherlock contemporâneo usa adesivos de nicotina.

### Lista Filmográfica completa (cinema e televisão)
nomes originais (em inglês) (em castelhano) (em francês) (em russo)  (em tcheco) (em japonês) (em alemão)
0. Enola Holmes (2020) interpretado por Henry cavill
1. Sherlock Holmes: A Game of Shadows (2011) interpretado por Robert Downey Jr.
2. Tom and Jerry Meet Sherlock Holmes (2010) interpretado por Michael York
3. "The Late Late Show with Craig Ferguson" episódio 6.211- interpretado por Alfred Molina
4. Sherlock Holmes (2010) interpretado por Ben Syder
5. "Sherlock" (TV): Sherlock (2010) interpretado por Benedict Cumberbatch
6. Sherlock Holmes (2009) interpretado por Robert Downey Jr.
7. "Batman: The Brave and the Bold" (TV): Trials of the Demon! (2009) interpretado por Ian Buchanan
8. "Derek and Simon: The Show": Troubled Times: Part 2 - Murder & Deception (2007) interpretado por Perry Caravello (como Sherlock Helms)
9. I Am Bob (2007) interpretado por Humphrey Ker
10. Baker Street Irregulars (2007) (TV) interpretado por Jonathan Pryce
11. "El ultimo caso del detective Prado" (2005) interpretado por Eugenio Monclova
12. "CSI: Crime Scene Investigation": Who Shot Sherlock (2005) interpretado por Ted Rooney
13. Sherlock Holmes and the Case of the Silk Stocking (2004) (TV) interpretado por Rupert Everett
14. The Hound of the Baskervilles (2002) (TV) interpretado por Richard Roxburgh
15. Sherlock (2002) (TV) interpretado por James D'Arcy
16. The Case of the Whitechapel Vampire (2002) (TV) interpretado por Matt Frewer
17. O Xangô de Baker Street (2001) interpretado por Joaquim de Almeida
18. Sherlock Holmes à Trouville (2001) interpretado por Hervé Ganem
19. The Sign of Four (2001) (TV) interpretado por Matt Frewer
20. The Royal Scandal (2001) (TV) Matt Frewer
21. The Hound of the Baskervilles (2000) (TV) Matt Frewer
22. "Sherlock Holmes in the 22nd Century" (1999) (TV) interpretado por Jason Gray-Stanford
23. J'en suis! (1997) interpretado por Rhéal Guévremont
24. "Muppets Tonight": Episódio #2.6 (1996) (TV) interpretado por Bill Barretta
25. "Función de noche": Oscar y Sherlock (1996) (TV) interpretado por Francisco J. Basilio
26. Sherlock Holmes: The Case of the Temporal Nexus (1996) (TV) interpretado por Patrick Macnee
27. "Le retour d'Arsène Lupin": Herlock Sholmes s'en mêle (1995) (TV) Iossif Surchadzhiev (como Herlock Sholmes)
28. "Animaniacs": Deduces Wild/Rest in Piece/U.N. Me (1995) (TV) interpretado por Jeff Bennett
29. "The Memoirs of Sherlock Holmes" (1994) (TV): The Cardboard Box; The Mazarin Stone; The Red Circle; The Golden Pince-Nez; The Dying Detective; The Three Gables. Interpretado por Jeremy Brett
30. Fu er mo si yu zhong guo nu xia (1994) interpretado por Fan Ai Li
31. Sherlock Holmes Returns (1993) (TV) interpretado por Anthony Higgins
32. "The Case-Book of Sherlock Holmes" (1991-1993) (TV): The Eligible Bachelor; The Last Vampyre; The Master Blackmailer; The Creeping Man; The Illustrious Client; The Disappearance of Lady Frances Carfax; The Problem of Thor Bridge; Shoscombe Old Place; The Boscombe Valley Mystery. Interpretado por Jeremy Brett
33. "Arabela se vrací" (1993) (TV) interpretado por Radoslav Brzobohatý
34. The Hound of London (1993) (TV) interpretado por Patrick Macnee
35. "ITV Telethon": Telethon '92 (1992) TV interpretado por Jeremy Brett
36. Incident at Victoria Falls (1992) (TV) interpretado por Christopher Lee
37. Sherlock Holmes and the Leading Lady (1991) (TV) interpretado por Christopher Lee
38. The Crucifer of Blood (1991) (TV) interpretado por Charlton Heston
39. "Father Dowling Mysteries": The Consulting Detective Mystery (1991) TV interpretado por Rupert Frazer
40. Sherlock Holmes en Caracas (1991) interpretado por Juan Manuel Montesinos
41. Hands of a Murderer (1990) (TV) interpretado por Edward Woodward
42. "Science Fiction" (1990) TV interpretado por Reece Dinsdale
43. "Alfred Hitchcock Presents": My Dear Watson (1989) TV interpretado por Brian Bedford
44. Testimony (1988) interpretado por Rodney Litchfield
45. Without a Clue (1988) interpretado por Michael Caine
46. The Hound of the Baskervilles (1988) (TV) interpretado por Jeremy Brett
47. "The Return of Sherlock Holmes" (1988) TV: The Bruce-Partington Plans; Wisteria Lodge; Silver Blaze; The Devil's Foot; The Six Napoleons; The Empty House; The Abbey Grange; The Musgrave Ritual; The Second Stain; The Man with the Twisted Lip; The Priory School interpretado por Jeremy Brett
48. The Sign of Four (1987) (TV) interpretado por Jeremy Brett
49. The Return of Sherlock Holmes (1987) (TV) interpretado por Michael Pennington
50. "Saturday Night Live": Harry Dean Stanton/The Replacements (1986) TV interpretado por James Downey
51. Priklyucheniya Sherloka Kholmsa i doktora Vatsona: Dvadtsatyy vek nachinaetsya (1986) (TV) interpretado por Vasili Livanov
52. Young Sherlock Holmes (1985) interpretado por Nicholas Rowe
53. "The Adventures of Sherlock Holmes" (1985) TV: A Scandal in Bohemia; The Dancing Men; The Naval Treaty; The Solitary Cyclist; The Crooked Man; The Speckled Band; The Blue Carbuncle; The Copper Beeches; The Greek Interpreter; The Norwood Builder; The Resident Patient; The Red Headed League; The Final Problem interpretado por Jeremy Brett
54. The Masks of Death (1984) (TV) Peter Cushing
55. Meitantei Hōmuzu (1984) TV: The Evil Genius, Professor Moriarty; He's the Famous Detective interpretado por Taichirô Hirokawa
56. Seung lung chut hoi (1984) Fat Chung
57. "Remington Steele" (1984) TV: Elementary Steele interpretado por Peter Evans
58. The Case of Marcel Duchamp (1984) interpretado por Guy Rolfe
59. The Hound of the Baskervilles (1983) (TV) interpretado por  Ian Richardson
60. The Sign of Four (1983) (TV) interpretado por Ian Richardson
61. Sherlock Holmes and the Baskerville Curse (1983) (TV) interpretado por Peter O'Toole
62. Sherlock Holmes and the Sign of Four (1983) interpretado por Peter O'Toole
63. "The Baker Street Boys" (1983) TV interpretado por Roger Ostime
64. Sherlock Holmes and a Study in Scarlet (1983) interpretado por Peter O'Toole
65. Sherlock Holmes and the Valley of Fear (1983) interpretado por Peter O'Toole
66. Priklyucheniya Sherloka Kholmsa i doktora Vatsona: Sokrovishcha Agry (1983) (TV) interpretado por Vasili Livanov
67. "Young Sherlock: The Mystery of the Manor House" (1982) TV: The Eye of the Peacock; The Glasscutter's Hand; The Riddle of the Dummies; The Gypsy Calls Again; The Young Master interpretado por Guy Henry
68. "The Hound of the Baskervilles" (1982) TV : interpretado por Tom Baker
69. Sherlock Holmes (1982) (TV) interpretado por Paul Guers
70. "Fantasy Island" (1982) TV: The Case Against Mr. Roarke/Save Sherlock Holmes interpretado por Peter Lawford
71. Sherlock Holmes (1981) (TV) interpretado por Frank Langella
72. Priklyucheniya Sherloka Kholmsa i doktora Vatsona: Sobaka Baskerviley (1981) (TV) interpretado por Vasili Livanov
73. "Sherlock Holmes and Doctor Watson" TV: The Case of Magruder's Murder; The Case of the Purloined Letter; The Case of the Baker Street Nursemaids; The Case of the Other Ghost; The Case of the Body in the Case; The Case of the Deadly Prophecy; The Case of Harry Rigby; Four Minus Four Is One; The Case of the Close-Knit Family; The Case of the Three Brothers; The Case of the Blind Man's Bluff; The Case of the Speckled Band; The Case of the Final Curtain; The Case of the Shrunken Heads; The Case of the Perfect Crime; A Motive for Murder; A Case of High Security; The Case of the Luckless Gambler; The Case of the Travelling Killer; The Case of the Deadly Tower; The Case of Smith & Smythe; The Case of the Sitting Target; The Case of Harry Crocker interpretado por Geoffrey Whitehead
74. Priklyucheniya Sherloka Kholmsa i doktora Vatsona (1980) (TV) interpretado por Vasili Livanov
75. "CBS Children's Mystery Theatre" (1980) TV: The Treasure of Alpheus T. Winterborn interpretado por Keith McConnell
76. Priklyucheniya Sherloka Kholmsa i doktora Vatsona: Smertelnaya skhvatka (1980) (TV) interpretado por Vasili Livanov
77. Priklyucheniya Sherloka Kholmsa i doktora Vatsona: Korol shantazha (1980) (TV) interpretado por Vasili Livanov
78. Priklyucheniya Sherloka Kholmsa i doktora Vatsona: Okhota na tigra (1980) (TV) interpretado por Vasili Livanov
79. Murder by Decree (1979) interpretado por Christopher Plummer
80. Sherlok Kholms i doktor Vatson: Znakomstvo (1979) (TV) interpretado por Vasili Livanov
81. Goluboy karbunkul (1979) (TV) interpretado por Algimantas Masiulis
82. Sherlok Kholms i doktor Vatson: Krovavaya nadpis (1979) (TV) interpretado por Vasili Livanov
83. The Hound of the Baskervilles (1978) interpretado por Peter Cook
84. Silver Blaze (1977) (TV) interpretado por Christopher Plummer
85. The Seven-Per-Cent Solution (1976) interpretado por Nicol Williamson
86. Sherlock Holmes in New York (1976) (TV) interpretado por Roger Moore
87. The Adventure of Sherlock Holmes' Smarter Brother (1975) interpretado por Douglas Wilmer
88. "Les grands détectives" (1975) TV: Le signe des quatre interpretado por Rolf Becker
89. "Au théâtre ce soir" (1974) TV: Le chien des Baskerville interpretado por Raymond Gérôme
90. Das Zeichen der Vier (1974) (TV) interpretado por Rolf Becker
91. "Arsène Lupin" (1973) TV: L'homme au chapeau noir; Le secret de l'aiguille; Herlock Sholmes lance un défi; Arsène Lupin contre Herlock Sholmes interpretado por Henri Virlojeux (como Herlock Sholmes)
92. "Comedy Playhouse" (1973) TV: Elementary My Dear Watson interpretado por John Cleese
93. The Hound of the Baskervilles (1972) (TV) interpretado por Stewart Granger
94. Touha Sherlocka Holmese (1971) Radovan Lukavský
95. The Private Life of Sherlock Holmes (1970) Robert Stephens
96. The Best House in London (1969) Peter Jeffrey
97. "Sherlock Holmes" (1968) TV: The Speckled Band; The Illustrious Client; The Devil's Foot; The Copper Beeches; The Red-Headed League; The Abbey Grange; The Six Napoleons; The Man with the Twisted Lip; The Beryl Coronet; The Bruce-Partington Plans; Charles Augustus Milverton; The Retired Colourman; The Disappearance of Lady Frances Carfax; The Second Stain; The Dancing Men; A Study in Scarlet; The Hound of the Baskervilles: Parte 1 e 2; The Boscombe Valley Mystery; The Greek Interpreter; The Naval Treaty; Thor Bridge; The Musgrave Ritual; Black Peter; Wisteria Lodge; Shoscombe Old Place; The Solitary Cyclist; The Sign of Four; The Blue Carbuncle, interpretado por Peter Cushing
98. "Sherlock Holmes" (1968) TV interpretado por Nando Gazzolo
99. "Sherlock Holmes" (1968) TV: Das gefleckte Band; Sechsmal Napoleon; Die Liga der Rothaarigen; Die Bruce-Partington-Pläne; Das Beryll-Diadem; Das Haus bei den Blutbuchen interpretado por Erich Schellow
100. La valle della paura (1968) (TV) interpretado por Nando Gazzolo
101. L'ultimo dei Baskerville (1968) (TV) interpretado por Nando Gazzolo
102. The Double-Barrelled Detective Story (1965) interpretado por Jerome Raphael
103. A Study in Terror (1965) interpretado por John Neville
104. "The Famous Adventures of Mr. Magoo" (1965) TV: Mr. Magoo's Sherlock Holmes interpretado por Paul Frees
105. "Detective" (1964) TV: The Speckled Band interpretado por Douglas Wilmer
106. Sherlock Holmes und das Halsband des Todes (1962) interpretado por Christopher Lee
107. The Hound of the Baskervilles (1959) interpretado por Peter Cushing
108. Sherlock Holmes ja kaljupäisten kerho (1957) (TV) interpretado por Jalmari Rinne
109. "Sherlock Holmes" (1955) TV: 39 episódios, interpretado por Ronald Howard
110. Der Hund von Baskerville (1955) (TV) interpretado por Wolf Ackva
111. "Die Galerie der großen Detektive" (1954) TV: interpretado por Ernst Fritz Fürbringer
112. "Suspense" (1953) TV: interpretado por Basil Rathbone
113. "Sherlock Holmes" (1951) TV: The Second Stain; The Red Headed League; The Reigate Squires; The Dying Detective; A Scandal in Bohemia interpretado por Alan Wheatley
114. Sherlock Holmes: The Man Who Disappeared (1951) (TV) interpretado por John Longden
115. The Adventure of the Speckled Band (1949) interpretado por Alan Napier
116. "Your Show Time" (194) TV: The Adventure of the Speckled Band interpretado por Alan Napier
117. Arsenio Lupin (1947) interpretado por José Baviera
118. Dressed to Kill (1946) interpretado por Basil Rathbone
119. Terror by Night (1946) interpretado por Basil Rathbone
120. Pursuit to Algiers (1945) interpretado por Basil Rathbone
121. The Woman in Green (1945) interpretado por Basil Rathbone
122. The House of Fear (1945) interpretado por Basil Rathbone
123. The Pearl of Death (1944) interpretado por Basil Rathbone
124. The Scarlet Claw (1944) interpretado por Basil Rathbone
125. The Spider Woman (1944) interpretado por Basil Rathbone
126. Sherlock Holmes Faces Death (1943) interpretado por Basil Rathbone
127. Sherlock Holmes in Washington (1943) interpretado por Basil Rathbone
128. Sherlock Holmes and the Secret Weapon (1943) interpretado por Basil Rathbone
129. Sherlock Holmes and the Voice of Terror (1942) interpretado por Basil Rathbone
130. The Adventures of Sherlock Holmes (1939) interpretado por Basil Rathbone
131. The Hound of the Baskervilles (1939) interpretado por Basil Rathbone
132. Silver Blaze (1937) interpretado por Arthur Wontner
133. Der Mann, der Sherlock Holmes war (1937) interpretado por Hans Albers
134. Der Hund von Baskerville (1937) interpretado por Bruno Güttner / Siegfried Schürenberg
135. The Three Garridebs (1937) (TV) interpretado por Louis Hector
136. The Triumph of Sherlock Holmes (1935) interpretado por Arthur Wontner
137. A Study in Scarlet (1933) interpretado por Reginald Owen
138. Sherlock Holmes (1932) interpretado por Clive Brook
139. The Sign of Four: Sherlock Holmes' Greatest Case (1932) interpretado por Arthur Wontner
140. The Hound of the Baskervilles (1932) interpretado por Robert Rendel
141. Lelícek ve sluzbách Sherlocka Holmese (1932) interpretado por Martin Fric
142. The Missing Rembrandt (1932) interpretado por Arthur Wontner
143. Le roi bis (1932) interpretado por Martin Fric
144. The Speckled Band (1931) interpretado por Raymond Massey
145. The Sleeping Cardinal (1931) interpretado por Arthur Wontner
146. Paramount on Parade (1930) interpretado por Clive Brook
147. The Return of Sherlock Holmes (1929) interpretado por Clive Brook
148. Der Hund von Baskerville (1929) interpretado por Carlyle Blackwell
149. The Sign of Four (1923) interpretado por Eille Norwood
150. The Engineer's Thumb (1923) interpretado por Eille Norwood
151. His Last Bow (1923) interpretado por Eille Norwood
152. The Crooked Man (1923) interpretado por Eille Norwood
153. The Cardboard Box (1923) interpretado por Eille Norwood
154. The Speckled Band (1923) interpretado por Eille Norwood
155. The Final Problem (1923) interpretado por Eille Norwood
156. The Disappearance of Lady Frances Carfax (1923) interpretado por Eille Norwood
157. The Stone of Mazarin (1923) interpretado por Eille Norwood
158. The Gloria Scott (1923) interpretado por Eille Norwood
159. The Blue Carbuncle (1923) interpretado por Eille Norwood
160. The Mystery of Thor Bridge (1923) interpretado por Eille Norwood
161. Silver Blaze (1923) interpretado por Eille Norwood
162. The Three Students (1923) interpretado por Eille Norwood
163. The Missing Three Quarter (1923) interpretado por ille Norwood
164. The Mystery of the Dancing Men (1923) interpretado por Eille Norwood
165. Sherlock Holmes (1922) interpretado por John Barrymore
166. The Red Circle (1922) interpretado por Eille Norwood
167. The Bruce Partington Plans (1922) interpretado por Eille Norwood
168. The Golden Pince-Nez (1922) interpretado por Eille Norwood
169. The Stockbroker's Clerk (1922) interpretado por Eille Norwood
170. The Reigate Squires (1922) interpretado por Eille Norwood
171. Black Peter (1922) interpretado por Eille Norwood
172. The Norwood Builder (1922) interpretado por Eille Norwood
173. Charles Augustus Milverton (1922) interpretado por Eille Norwood
174. The Abbey Grange (1922) interpretado por Eille Norwood
175. The Boscombe Valley Mystery (1922) interpretado por Eille Norwood
176. The Naval Treaty (1922) interpretado por Eille Norwood
177. The Second Stain (1922) interpretado por Eille Norwood
178. The Greek Interpreter (1922) interpretado por Eille Norwood
179. The Musgrave Ritual (1922) interpretado por Eille Norwood
180. The Six Napoleons (1922) interpretado por Eille Norwood
181. A Scandal in Bohemia (1921) interpretado por Eille Norwood
182. The Solitary Cyclist (1921) interpretado por Eille Norwood
183. The Noble Bachelor (1921) interpretado por Eille Norwood
184. The Beryl Coronet (1921) interpretado por Eille Norwood
185. The Copper Beeches (1921) interpretado por Eille Norwood
186. The Empty House (1921) interpretado por Eille Norwood
187. The Resident Patient (1921) interpretado por Eille Norwood
188. The Dying Detective (1921) interpretado por Eille Norwood
189. The Man with the Twisted Lip (1921) interpretado por Eille Norwood
190. The Tiger of San Pedro (1921) interpretado por Eille Norwood
191. A Case of Identity (1921) interpretado por Eille Norwood
192. The Red-Haired League (1921) interpretado por Eille Norwood
193. The Priory School (1921) interpretado por Eille Norwood
194. The Yellow Face (1921) interpretado por Eille Norwood
195. The Devil's Foot (1921) interpretado por Eille Norwood
196. The Hound of the Baskervilles (1921) interpretado por Eille Norwood
197. Der Hund von Baskerville - 6. Teil: Das Haus ohne Fenster (1920) interpretado por Willy Kaiser-Heyl
198. Was er im Spiegel sah (1918) interpretado por Ferdinand Bonn
199. Der Schlangenring (1917) interpretado por Hugo Flink
200. Der Erdstrommotor (1917) interpretado por Hugo Flink
201. Die Kassette (1917) interpretado por Hugo Flink
202. Sherlock Holmes (1916) interpretado por William Gillette
203. The Valley of Fear (1916) interpretado por H.A. Saintsbury
204. The Crimson Sabre (1915) interpretado por Hector Dion
205. The Crogmere Ruby (1915) interpretado por Hector Dion
206. Der Hund von Baskerville, 3. Teil - Das unheimliche Zimmer (1915) interpretado por Alwin Neuß
207. Der Hund von Baskerville, 4. Teil (1915) interpretado por Alwin Neuß
208. Das dunkle Schloß (1915) interpretado por Eugen Burg
209. A Study in Scarlet (1914/II) interpretado por Francis Ford
210. Der Hund von Baskerville, 2. Teil - Das einsame Haus (1914) interpretado por Alwin Neuß
211. Der Hund von Baskerville (1914) interpretado por Alwin Neuß
212. Detektiv Braun (1914) interpretado por Alwin Neuß
213. A Study in Scarlet (1914/I) interpretado por James Bragington
214. The Sleuths at the Floral Parade (1913) interpretado por Mack Sennett
215. The Sleuth's Last Stand (1913) interpretado por Mack Sennett
216. Sherlock Holmes Solves the Sign of the Four (1913) interpretado por Harry Benham
217. The Stolen Purse (1913) interpretado por Mack Sennett
218. Le mystère de Val Boscombe (1912) interpretado por Georges Tréville
219. Le ruban moucheté (1912) interpretado por Georges Tréville
220. Flamme d'argent (1912) interpretado por Georges Tréville
221. The $500 Reward (1911) interpretado por Mack Sennett
222. Hotelmysterierne (1911) interpretado por Einar Zangenberg
223. Den stjaalne millionobligation (1911) interpretado por Alwin Neuß
224. Den graa dame (1909) Played by Viggo Larsen
225. Sherlock Holmes (1908) interpretado por Viggo Larsen
226. Adventures of Sherlock Holmes (1905) interpretado por Maurice Costello
227. Sherlock Holmes Baffled (1900)

## No Brasil
Em 1997 Jô Soares escreveu o romance O Xangô de Baker Street, onde o apresentador mostrava um Sherlock Holmes mas caricato, que é convidado para vir ao Brasil durante o reinado de D. Pedro II resolver o sumiço de um violino Stradivarius e algumas mortes misteriosas no Rio de Janeiro. Além de se encantar com uma mulata, ele prova um cigarrinho de maconha, cria moda em seus trajes e apresenta a Caipirinha (bebida supostamente criada por Dr. Watson, por achar a cachaça forte demais, faz para o amigo que passara mal). Em 2001 o romance virou filme